# Дроздово (Ленинградская область)
Дроздово — деревня в Трубникоборском сельском поселении Тосненского района Ленинградской области.

## История
В переписи 1710 года в Ильинском Тигодском погосте упоминается усадище Дроздово, принадлежащее помещику Путилову.

ДРОЗДОВО (КУНЕСТЬ) — деревня Больше-кунестского сельского общества, прихода села Бабина.

Дворов крестьянских — 25. Строений — 79, в том числе жилых — 35.

Число жителей по семейным спискам 1879 г.: 60 м. п., 72 ж. п.

2 ветряные мельницы. (1884 год)

В конце XIX — начале XX века деревня административно относилась к Любанской волости 1-го стана 1-го земского участка Новгородского уезда Новгородской губернии.

ДРОЗДОВО (МАЛАЯ КУНЕСТЬ) — деревня Больше-Кунестьского сельского общества, дворов — 34, жилых домов — 44, число жителей: 76 м. п., 72 ж. п. 

Занятия жителей — земледелие, торговля сеном.

Часовня, хлебозапасный магазин, мелочная лавка. (1907 год)

Согласно военно-топографической карте Петроградской и Новгородской губерний издания 1917 года деревня Дроздово состояла из 22 крестьянских дворов.
С 1917 по 1927 год деревня Дроздово входила в состав Любанской волости Новгородского уезда Новгородской губернии.
С 1927 года в составе Трубникоборского сельсовета Любанского района.
В 1928 году население деревни Дроздово составляло 417 человек.
С 1930 года в составе Тосненского района.
По данным 1933 года деревня Дроздово входила в состав Трубникоборского сельсовета Тосненского района.

План деревни Дроздово. 1937 год

Согласно топографической карте 1937 года деревня насчитывала 43 двора.
В 1940 году население деревни Дроздово составляло 457 человек.
С 1 августа 1941 года по 31 декабря 1943 года деревня находилась в оккупации.
В 1965 году население деревни Дроздово составляло 40 человек.
По данным 1966 и 1973 годов деревня Дроздово также входила в состав Трубникоборского сельсовета.
По данным 1990 года деревня Дроздово находилась в составе Чудскоборского сельсовета.
В 1997 году в деревне Дроздово Чудскоборской волости проживали 7 человек, в 2002 году — 3 человека (все русские).
В 2007 году в деревне Дроздово Трубникоборского СП — 4 человека.

## География
Деревня расположена в юго-восточной части района на автодороге 41К-871 (Дроздово — Малая Горка), к северу от центра поселения — деревни Трубников Бор.
Расстояние до административного центра поселения — 6,2 км.
Расстояние до ближайшей железнодорожной платформы Трубниково — 8 км.
Деревня находится на левом берегу реки Тигода.

## Демография
| 2007 | 2010 | 2017 |
| ---- | ---- | ---- |
| 4    | →4   | ↗8   |

## Улицы
Маричевская.